# Friederikenkapelle (Bad Rehburg)

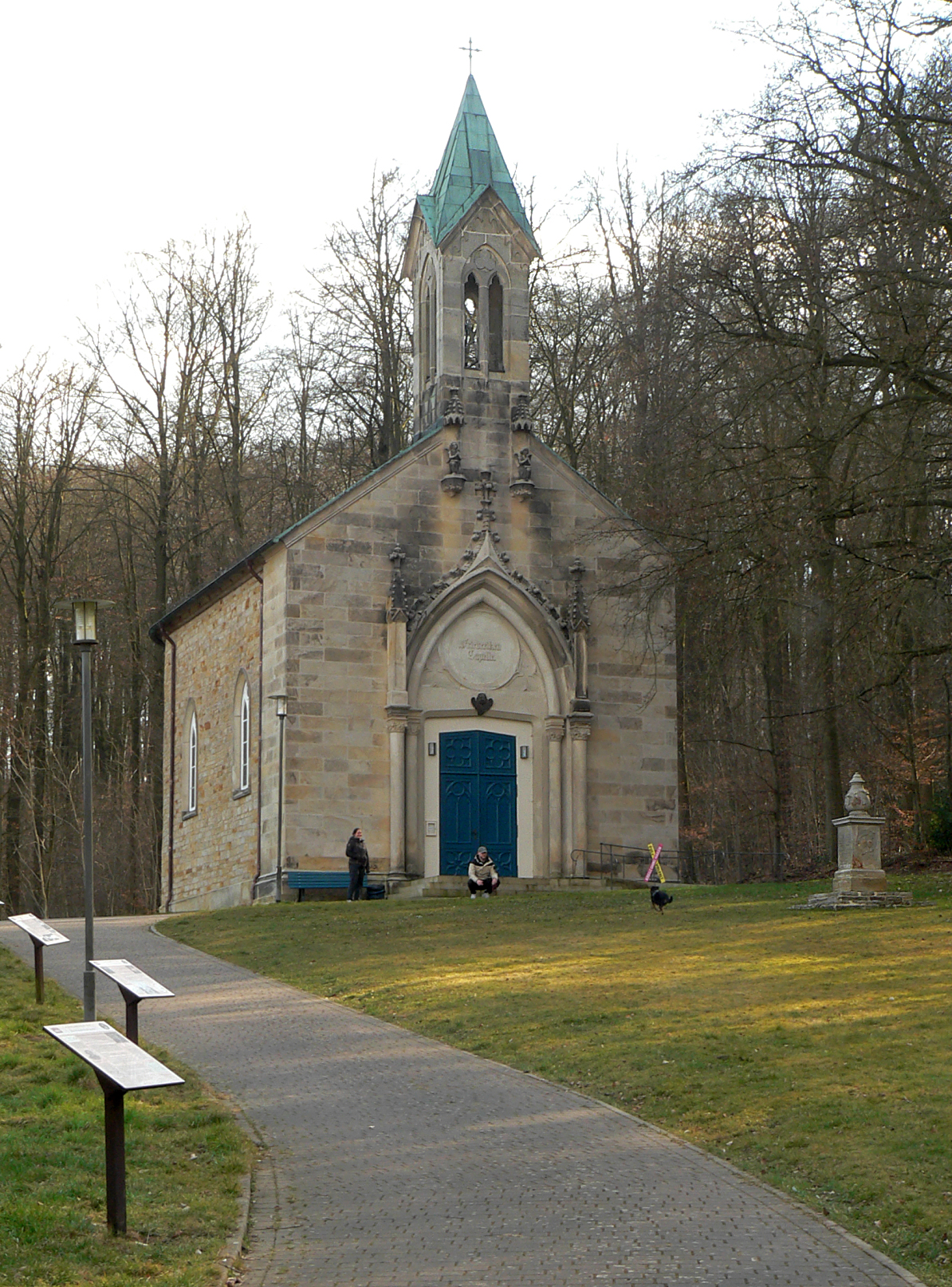
Friederikenkapelle

Die evangelisch-lutherische Friederikenkapelle steht am Rande von Bad Rehburg, einem Ortsteil der Stadt Rehburg-Loccum im Landkreis Nienburg/Weser von Niedersachsen. Die Kapelle steht unter Denkmalschutz. Sie gehört zur Kirchengemeinde St. Martini im Kirchenkreis Stolzenau-Loccum im Sprengel Hannover der Evangelisch-lutherischen Landeskirche Hannovers.

## Beschreibung
Die kleine Saalkirche wurde von 1840 bis 1842 nach einem Entwurf im historistischen Baustil von Georg Osterwald auf Veranlassung von Ernst August I. auf Wunsch seiner Frau Friederike gebaut. Die Namensgeberin hat die Einweihung am 24. August 1842 nicht mehr erlebt. Das mit einem Satteldach bedeckte Kirchenschiff hat eine halbrunde Apsis. Über der Fassade befindet sich ein Dachreiter. Das Portal wird von Säulen flankiert, auf denen Wimperge sitzen. Der Innenraum ist mit einem Tonnengewölbe überspannt. 
1853 wurde die Orgel von Eduard Meyer eingeweiht. Die Prospektpfeifen aus Zinn mussten im Ersten Weltkrieg abgeliefert werden. Sie wurden zunächst durch welche aus Zink ersetzt, erst 1979 konnte die alte Klangfülle durch neue Orgelpfeifen des Orgelbauers Martin Haspelmath wiederhergestellt werde. Zur Kirchenausstattung der Erbauungszeit zählen Ambo, Taufbecken, Altar und Kanzel.